# 日本生物教育学会
一般社団法人日本生物教育学会（にほんせいぶつきょういくがっかい、英: The Society of Biological Sciences Education of Japan）は、生物教育に関わる学術的及び実践的研究の振興を目的とした日本の学会。

## 概要
1947年に日本生物教育研究会として発足。1955年に日本生物教育学会と名称を改め、現在に至る。

会員の研究活動の交流の場として、年2回の全国大会を開催している。そのほか、生物教育サポート委員会による生物教育へのサポート事業、大学入試センター試験の問題検討、日本生物学オリンピックへの協力など、精力的に活動している。

また、理科教育関係の6学会で構成している「教科理科関連学会協議会（CSERS）」や生物学系学会で構成している「生物科学学会連合（生科連）」、及び理科系学会教育問題協議会にも加盟し、他学会との連携を深めている。

## 出版物
学会誌として「生物教育」を発行している。